# ويليام غاي (لاعب كرة قدم أمريكية أمريكي)
ويليام غاي (بالإنجليزية: William Gay)‏ هو لاعب كرة قدم أمريكية أمريكي، ولد في 1985 في تالاهاسي في الولايات المتحدة.

## وصلات خارجية
- ويليام غاي على موقع مرجع كرة القدم المحترفة.كوم (الإنجليزية)